# Liste der Monuments historiques in Chars
Die Liste der Monuments historiques in Chars führt die Monuments historiques in der französischen Gemeinde Chars auf.

## Liste der Bauwerke
| Bezeichnung       | Beschreibung | Standort | Kennzeichnung | Schutzstatus | Datum | Bild           |
| ----------------- | ------------ | -------- | ------------- | ------------ | ----- | -------------- |
| Kirche St-Sulpice |              | (Lage)   | PA00080019    | Classé       | 1912  | weitere Bilder |

## Liste der Objekte
| Bezeichnung                   | Beschreibung                                | Standort                        | Kennzeichnung | Schutzstatus | Datum | Bild           |
| ----------------------------- | ------------------------------------------- | ------------------------------- | ------------- | ------------ | ----- | -------------- |
| Kanzel                        | Holz, 18. Jahrhundert                       | in der Kirche St-Sulpice (Lage) | PM95000134    | Classé       | 1915  | weitere Bilder |
| Glocke                        | Bronze, 1506 gegossen                       | in der Kirche St-Sulpice (Lage) | PM95000133    | Classé       | 1908  |                |
| Lesepult                      | Holz, bemalt und vergoldet; 18. Jahrhundert | in der Kirche St-Sulpice (Lage) | PM95000135    | Classé       | 1915  | weitere Bilder |
| Skulptur des heiligen Sulpice | Holz, um 1600                               | in der Kirche St-Sulpice (Lage) | PM95001193    | Inscrit      | 1915  | weitere Bilder |